# 15. Infanterie-Regiment (Reichswehr)
Das 15. Infanterie-Regiment war ein Regiment der Reichswehr mit dem Regimentsstab in Gießen.

## Geschichte
Das Regiment wurde am 1. Januar 1921 aus dem Reichswehr-Schützen-Regiment 22 sowie den Reichswehr-Infanterie-Regimentern 21 und 22 des Übergangsheeres gebildet. Da es sich um einen landsmannschaftlich gemischten Verband handelte, erhielten lediglich die jeweiligen Bataillone am 29. Mai 1922 zusätzlich zu ihrem Namen die landsmannschaftliche Bezeichnung „Hessisches“, „Thüringisches“ bzw. „Preußisches“.
Im Zuge der Vergrößerung der Reichswehr wurde das Regiment 1934 in der ersten Aufstellungswelle geteilt und daraus das Infanterie-Regiment Kassel und das Infanterie-Regiment Gießen gebildet.

### Garnisonen
- Gießen: Regimentsstab, I. (Hessisches) Bataillon mit Stab
- Eisenach: II. (Thüringisches) Bataillon mit Stab, 7. und 8. Kompanie

Sondershausen, ab 1925 Weimar: 5. und 6. Kompanie
- Kassel: III. (Preußisches) Bataillon und 13. (MW)-Kompanie
- Marburg: (Hessisches) Ausbildungs-Bataillon

Ab 1925 befand sich der Regimentsstab in Kassel.

### Kommandeure
Mit wenigen Ausnahmen fungierte der jeweilige Regimentskommandeur auch gleichzeitig als Landeskommandant von Hessen.
| Nr. | Name                                                 | Beginn der Berufung | Ende der Berufung  |
| --- | ---------------------------------------------------- | ------------------- | ------------------ |
| 1.  | Oberst Friedrich Kumme                               | 01. Januar 1921     | 015. Juni 1921     |
| 2.  | Oberst Erich Wöllwarth                               | 16. Juni 1921       | 31. Oktober 1922   |
| 3.  | Oberst Karl von Stockhausen                          | 01. November 1922   | 30. November 1922  |
| 4.  | Oberst/Generalmajor Ernst Bethcke                    | 01. Dezember 1922   | 31. Januar 1924    |
| 5.  | Oberst/Generalmajor Albert Fett                      | 01. Februar 1924    | 31. Januar 1928    |
| 6.  | Oberst/Generalmajor Cordt Freiherr von Brandis       | 01. Februar 1928    | 31. Januar 1930    |
| 7.  | Oberst/Generalmajor Erich von Schickfus und Neudorff | 01. Februar 1930    | 31. März 1932      |
| 8.  | Oberst Werner Kienitz                                | 01. April 1932      | 30. September 1934 |
| 9.  | Oberst Walter Behschnitt                             | 01. Oktober 1934    | 11. Oktober 1937   |

## Organisation

### Verbandszugehörigkeit
Das Regiment unterstand dem Infanterieführer V der 5. Division in Stuttgart.

### Gliederung
Das Regiment bestand neben dem Regimentsstab mit Nachrichtenstaffel aus
I. Bataillon mit Stab und Nachrichtenstaffel, hervorgegangen aus dem Reichswehr-Schützen-Regiment 22,
II. Bataillon mit Stab und Nachrichtenstaffel, hervorgegangen aus dem Reichswehr-Infanterie-Regiment 21,
III. Bataillon mit Stab und Nachrichtenstaffel, hervorgegangen aus dem Reichswehr-Infanterie-Regiment 21,
Ergänzungs-Bataillon, ab 23. März 1921 Ausbildungs-Bataillon, hervorgegangen aus dem Reichswehr-Infanterie-Regiment 22.
Jedes Feld-Bataillon gliederte sich zu drei Kompanien zu je drei Offizieren und 161 Unteroffizieren und Mannschaften (3/161) sowie einer MG-Kompanie (4/126). Insgesamt bestand ein Bataillon aus 18 Offizieren und Beamten (einschließlich Sanitätsoffizieren) und 658 Mann.

## Bewaffnung und Ausrüstung

### Hauptbewaffnung
Die Schützen waren mit dem Karabiner K98a ausgerüstet. Jeder Zug besaß ein leichtes Maschinengewehr MG 08/15.
In den MG-Kompanien bestanden jeweils der 1. Zug aus drei Gruppen mit drei schweren Maschinengewehren MG 08 auf Lafette, vierspännig gezogen, der 2. bis 4. Zug aus drei Gruppen mit drei schweren Maschinengewehren MG 08 auf Lafette, zweispännig gezogen.
Die schwersten Waffen des Regiments waren die Minenwerfer in der 13. Kompanie. Der 1. Zug war mit zwei mittleren Werfern 17 cm, vierspännig gezogen, ausgerüstet, der 2. und 3. Zug mit drei leichten Werfern 7,6 cm, zweispännig gefahren.

## Sonstiges

### Traditionsübernahme
Das Regiment übernahm 1921 die Tradition von mehreren alten Regimentern.
- 1. Kompanie: Leibgarde-Infanterie-Regiment (1. Großherzoglich Hessisches) Nr. 115
- 2. Kompanie: Infanterie-Regiment „Kaiser Wilhelm“ (2. Großherzoglich Hessisches) Nr. 116
- 3. Kompanie: Infanterie-Regiment „Prinz Carl“ (4. Großherzoglich Hessisches) Nr. 118
- 4. Kompanie: Infanterie-Regiment „Prinz Carl“ (4. Großherzoglich Hessisches) Nr. 118
- 5. Kompanie: 2. Thüringisches Infanterie-Regiment Nr. 32 und 6. Thüringisches Infanterie-Regiment Nr. 95
- 6. Kompanie: 3. Thüringisches Infanterie-Regiment Nr. 71
- 7. Kompanie: Infanterie-Regiment „Großherzog von Sachsen“ (5. Thüringisches) Nr. 94
- 8. Kompanie: 7. Thüringisches Infanterie-Regiment Nr. 96
- 9. Kompanie: Infanterie-Regiment „von Wittich“ (3. Kurhessisches) Nr. 83
- 10. Kompanie: Infanterie-Regiment Landgraf Friedrich I. von Hessen-Cassel (1. Kurhessisches) Nr. 81 und 5. Großherzoglich Hessisches Infanterie-Regiment Nr. 168
- 11. Kompanie: 5. Großherzoglich Hessisches Infanterie-Regiment Nr. 168
- 12. Kompanie: Füsilier-Regiment „von Gersdorff“ (Kurhessisches) Nr. 80 und Infanterie-Leib-Regiment „Großherzogin“ (3. Großherzoglich Hessisches) Nr. 117
- 13. Kompanie: 1. Ober-Elsässisches Infanterie-Regiment Nr. 167
- 14. Kompanie: 1. Nassauisches Infanterie-Regiment Nr. 87 und Infanterie-Leib-Regiment „Großherzogin“ (3. Großherzoglich Hessisches) Nr. 117
- 15. Kompanie: 2. Nassauisches Infanterie-Regiment Nr. 88 und Infanterie-Leib-Regiment „Großherzogin“ (3. Großherzoglich Hessisches) Nr. 117
- 16. Kompanie: Kurhessisches Jäger-Bataillon Nr. 11